# Kjell Köpke
Kjell Matthes Köpke (* 10. Juni 1987 in Preetz) ist ein deutscher Handballspieler.

## Karriere
Kjell Köpke spielte bis 2010 beim Regionalligisten Bramstedter TS, davor war er beim TSV Flintbek und bei der SG Bordesholm/Brügge.  Nachdem er in der Saison 2010/11 für die zweite Mannschaft des THW Kiel in der neu eingeführten 3. Liga auflief, wechselte der 1,93 Meter große Kreisläufer im Sommer 2011 zum TSV Altenholz, mit dem er 2013 in die 2. Handball-Bundesliga aufstieg. Ab der Saison 2019/20 spielte er beim Oberligisten HSG Schülp/Westerrönfeld/Rendsburg. Zur Saison 2023/24 schloss sich Köpke erneut der zweiten Mannschaft des THW Kiel an, bei der er zugleich als Co-Trainer agiert.
Köpke ist gelernter Groß- und Außenhandelskaufmann.